# Syzygium anisatum
Syzygium anisatum anismyrten är en myrtenväxtart som först beskrevs av Joyce Winifred Vickery, och fick sitt nu gällande namn av Lyndley Alan Craven och Edward Sturt Biffin. Syzygium anisatum ingår i släktet Syzygium och familjen myrtenväxter. Inga underarter finns listade i Catalogue of Life.